# عبدالله الموسی
عبدالله الموسی (انگلیسی: Abdulla Al-Mousa؛ زادهٔ) یک بازیکن فوتبال اهل عربستان سعودی است.
از باشگاه‌هایی که در آن بازی کرده‌است می‌توان به باشگاه فوتبال النصر عربستان سعودی اشاره کرد.